# SMS Group

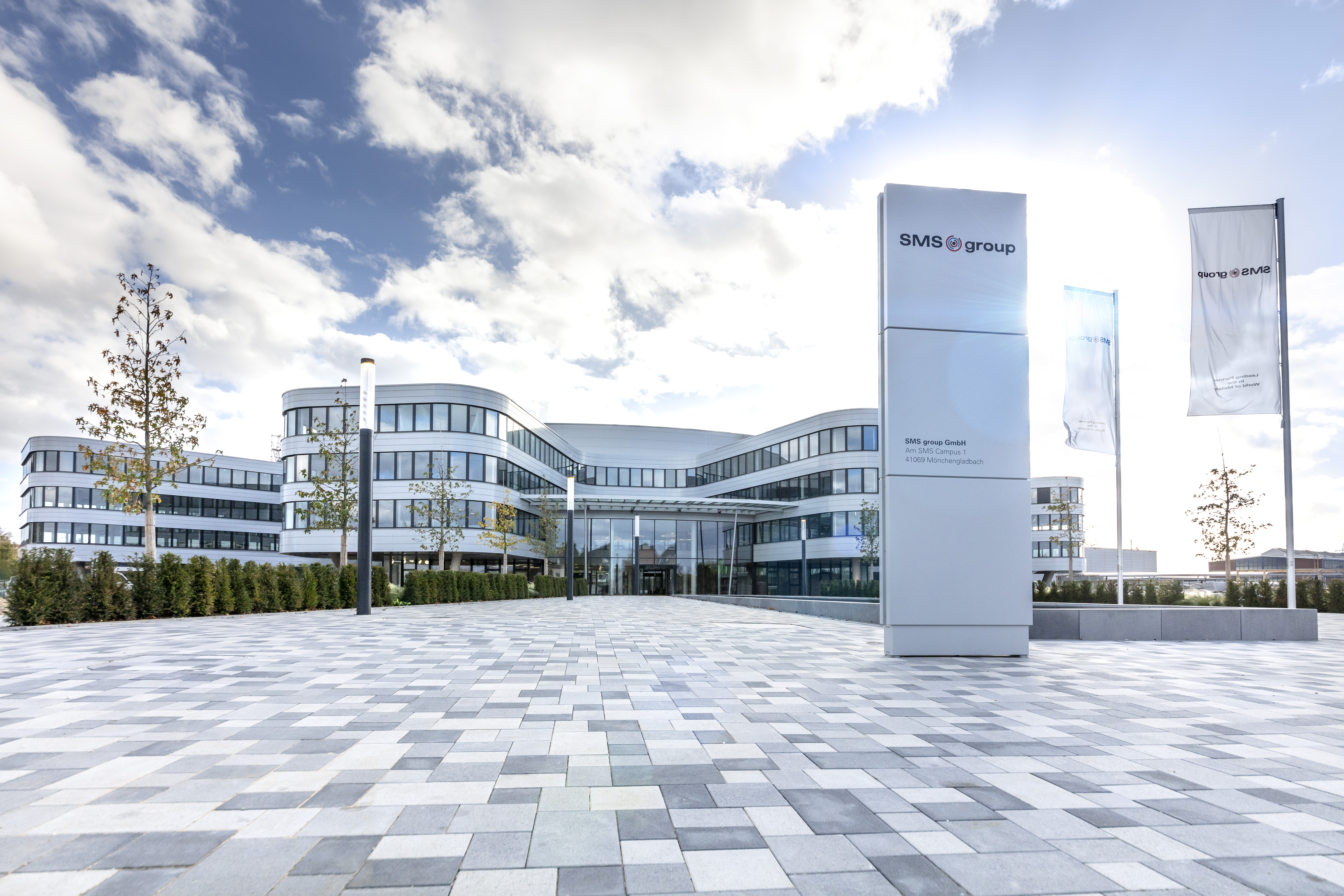
SMS Group Firmensitz in Mönchengladbach

Die SMS Group ist eine international agierende Unternehmensgruppe im Maschinen- und Anlagenbau für die Stahl- und Metallindustrie. Zum Unternehmen gehören mehr als 14.000 Mitarbeitende in über 50 Ländern. Alleineigentümer der Holding ist die Familie Weiss Stiftung.

## Geschichte

### Anfangsjahre
Die Geschichte der SMS Group begann 1871 mit dem von Carl Eberhardt Weiss in Siegen gegründeten lokalen Schmiedebetrieb. Zunächst fertigte die Schmiede Schubkarren aller Art, Spezialkarren für Ziegeleien und Steinbrüche, sowie Sackkarren. Um die Jahrhundertwende gehörten zu den Kunden der Maschinenfabrik und Dampfschmiede die Rheinischen Stahlwerke, Mannesmann, Buderus, Stumm, Krupp und Thyssen. Geliefert wurden Förderwagen und Handwerkzeuge für Erz- und Steinkohlegruben, Transportwagen für Hochofen-, Stahl- und Walzwerke, Waggonbau, Schmiedehämmer, Kurbelwellen und Pleuelstangen.
1904 übernahmen Carl Weiss und Ernst Heinrich Weiss, die Söhne des Gründers Carl Eberhardt Weiss, das Unternehmen. Sie erweiterten es durch den Erwerb der Maschinenfabrik Hoffmann zwischen 1914 und 1915. Schließlich kauften sie 1916 die Siegener Maschinenbau-Actiengesellschaft vormals A. & H. Oechelhäuser. Die drei Maschinenfabriken Oechelhäuser, Hoffmann und Weiss fusionierten Carl und Ernst Heinrich Weiss 1918 zur Siegener Maschinenbau AG (Siemag).
Mit dem Erwerb der Maschinenbau AG vorm. Gebr. Klein in Dahlbruch 1927 wurde das Fertigungsprogramm um die Herstellung von Walzwerken für die Stahl- und Nichteisen-Metallindustrie erweitert. Darüber hinaus produzierte die Siemag Großkolbenmaschinen, Kettengetriebe und Ausrüstungen für den Bergbau und die Eisenbahn.

### Generationenwechsel
1928 trat Bernhard Weiss, Sohn von Ernst Heinrich Weiss, als Prokurist in das Unternehmen ein. 1932 wurde er in den Vorstand berufen und bis 1941 erwarb er alle Aktien der Firma und wurde somit zum Alleininhaber. Im Jahr 1939 wurde das Unternehmen in Siemag Siegener Maschinenbau AG umbenannt, wodurch erstmalig das Kürzel Siemag in der Firmenbezeichnung auftauchte, nachdem dieser zuvor bereits umgangssprachlich gebraucht worden war.

### Zweiter Weltkrieg
Die Siemag fertigte während des Zweiten Weltkriegs am Standort Eiserfeld Gleis- und Panzerketten sowie Zünder und Kartuschen für die Herstellung von Granaten. Im Werk Dahlbruch wurden neben der Fortführung der zivilen Fertigung (Walzwerke, Kompressoren etc.) 10,5 cm große Granaten für die leichte Feldhaubitze produziert. An beiden Standorten kam es zum Einsatz von Zwangsarbeitern. Im Flick-Prozess wurde Bernhard Weiss 1946 in Nürnberg zu zweieinhalb Jahren Festungshaft verurteilt. Erst 1949 konnte er die Firmenleitung wieder übernehmen. Durch Lizenzverträge mit US-Unternehmen für Flachstahl und Hochleistungsdrahtwalzwerke wurde das Angebot des Unternehmens ausgebaut.

### Fusion mit Schloemann und Mannesmann Demag

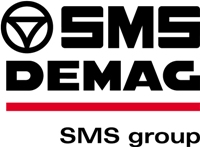
Logo der SMS DEMAG AG 1999 bis März 2009

1971 übernahm Heinrich Weiss, der Sohn von Bernhard Weiss, den Vorsitz der Geschäftsführung und schloss 1972 ein Kooperationsabkommen mit der Schloemann AG aus Düsseldorf. Diese war 1901 von Eduard Schloemann als Eduard Schloemann OHG gegründet worden. Durch die Zusammenarbeit mit MAN ab 1915 erweiterte sich das Fertigungsprogramm der Schloemann AG um die Konstruktion und Fertigung kompletter hydraulischer Press- und Walzwerksanlagen.
Die Umwandlung in eine Aktiengesellschaft erfolgte 1921. Das Kooperationsabkommen mündete 1973 in der Fusion der beiden Unternehmen zur Schloemann-Siemag AG, die ab 1980 als SMS Schloemann-Siemag AG auftrat. Durch die Fusion von SMS Schloemann-Siemag mit der Mannesmann Demag Metallurgie zur SMS Demag 1999 wuchs die Unternehmensgruppe weiter und wurde zu einem Komplettanbieter für die metallurgische Prozesskette.

### Rückkehr zur familiären Unternehmensführung
Im Jahr 2000 wurde der Geschäftsbereich Rohr- und Kupferanlagen und 2001 der Geschäftsbereich Profilwalzwerke in den Unternehmensbereich SMS Meer GmbH integriert. Mit dem Rückkauf der restlichen Firmenanteile der MAN im Jahr 2007 brachte Heinrich Weiss die SMS vollständig zurück in die Hand der Gründerfamilie Weiss. 2009 kehrte das Kürzel Siemag in den Firmennamen zurück. Der Unternehmensbereich SMS Demag AG wurde in SMS Siemag AG umbenannt.
2012 erfolgte die mehrheitliche Übernahme der Paul Wurth S.A. aus Luxemburg. Die SMS Siemag AG und die SMS Meer GmbH fusionierten 2015 zur SMS Group GmbH. 2021 erwarb die Gruppe die restlichen Anteile der Paul Wurth S.A. und erweiterte das Angebot im Bereich Wasserstofftechnologie.

## Unternehmensstruktur
Die SMS Group GmbH entstand aus der Fusion der SMS Siemag AG und der SMS Meer GmbH. Mutterunternehmen ist die Holding SMS GmbH, dessen Alleineigentümer die Familie Weiss Stiftung ist.
Im Geschäftsjahr 2022 beschäftigte die SMS Group 14.421 Mitarbeiter und erwirtschaftete einen Umsatz in Höhe von 3,139 Milliarden Euro. Insgesamt ist die Unternehmensgruppe international in 50 Ländern vertreten und verfügt über 88 vollkonsolidierte Gesellschaften in 21 Ländern.

## Standorte

SMS Group Standort in Hilchenbach

Die SMS Group ist international vertreten und besitzt in 50 Ländern rund 116 Büros und Werkstätten (Stand 2023).
Die deutschen Zentralstandorte der SMS Group GmbH sind Hilchenbach und Mönchengladbach. Der Unternehmenssitz befindet sich seit Ende 2023 in Mönchengladbach. Dort befinden sich neben der Verwaltung die Geschäftsbereiche Metallurgie, Bandanlagen, Elektrik/Automation, Langprodukte und Schmiedetechnik sowie eine eigene Produktionsstätte. In Mönchengladbach befindet sich zudem das Test-Center der Gruppe, in welchem Mechanik, Antriebstechnik und Technologie von geplanten Anlagen getestet werden können. Im siegerländischen Hilchenbach befindet sich die Fertigung von Komponenten und Anlagen für die Metallurgie und für Flachwalzwerke sowie eine Fertigungsstätte.

### Amerika
Zur Region Amerika gehören Nord-, Mittel- und Südamerika. 2022 waren dort rund 2500 Mitarbeitende beschäftigt. Der Auftragseingang lag bei 1,7 Milliarden Euro, wodurch das Vertriebsgebiet Amerika von allen regionalen Vertriebsgebieten den höchsten Auftragseingang verzeichnet. Der Hauptsitz des Vertriebsgebiets befindet sich in Pittsburgh.

### Europa
Zu dem Vertriebsgebiet Europa gehören neben mehreren europäischen Ländern auch die asiatischen Staaten Türkei, Armenien, Aserbaidschan, Georgien, Kasachstan, Kirgisistan, Tadschikistan, Turkmenistan und Usbekistan. Der Auftragseingang lag 2022 bei 640 Millionen Euro, die Anzahl der Beschäftigten bei 6800. Der Hauptsitz für das Gebiet befindet sich in Luxemburg. Auch der Hauptsitz des Unternehmens in Mönchengladbach zählt zu diesem Vertriebsgebiet.

### Italien, Naher Osten und Afrika
Dieses Vertriebsgebiet umfasst Italien, Südosteuropa, Afrika, die Arabische Halbinsel und den Nahen Osten. Der Hauptsitz für dieses Gebiet befindet sich in Tarcento, Italien. 2022 wurden in den Ländern des Vertriebsgebietes 1000 Mitarbeiter beschäftigt und ein Auftragseingang von 173 Millionen Euro erzielt.

### Indien und asiatisch-pazifischer Raum
Indien und der asiatisch-pazifische Raum gehören zu diesem Vertriebsgebiet. 2022 wurden dort 1600 Mitarbeiter beschäftigt und der Auftragseingang lag bei über 1,4 Milliarden Euro. Der Hauptsitz befindet sich in Neu-Delhi.

### China
Ein weiteres Vertriebsgebiet ist China mit etwa 1000 Mitarbeitenden und einem Auftragseingang von 212 Millionen Euro im Jahr 2022. Der Hauptsitz befindet sich in Peking.

## Geschäftsbereiche
Die Hauptaktivitäten der SMS Group umfassen den metallurgischen Anlagenbau. Dazu gehören Anlagen für die Metallurgie, Schmiede- und Gießtechniken, Flachprodukte, Langprodukte und Strangpressen. Zur Metallurgie gehören Anlagen für die Herstellung von Eisen und Stahl sowie Öfen für Nichteisenmetalle und Schmelzöfen für Aluminium. Der Bereich Gießen umfasst die Anlagen zur Strangpresstechnik für Flach- und Langprodukte sowie Gießanlagen für Aluminium und Kupfer. Der Bereich Flachprodukte beinhaltet Gieß- und Walzanlagen, Warmwalzwerke, Kaltwalzwerke und Bandbehandlungsanlagen; zum Bereich Langprodukte gehören Rohranlagen und Adjustagen, Profil- und Halbzeugwalzwerke, Draht- und Stabstahlwalzwerke. Das Unternehmen verfügt ebenfalls über diverse Pressen und Maschinen, welche unter dem Geschäftsfeld Schmieden zusammengefasst werden. Zum Geschäftsbereich Schmiedeanlagen gehören Gesenkschmiedepressen, Freiformschmiedepressen, Radialschmiedemaschinen, Ring- und Räderwalzmaschinen und Pulverpressen. In Anlagen zum Strangpressen werden Leichtmetalle, Schwermetalle und Stahl bearbeitet. Zum Anlagenbau gehören zudem verschiedene Dienstleistungen, wie Instandhaltung und Wartung von Anlagen, Digitalisierungsangebote, sowie Systeme für Elektrik, Automation und Umwelttechnologien.
Darüber hinaus betreibt das Unternehmen Anlagen für Wasseraufbereitung, Energierückgewinnung und mechanische Antriebe. Über das Joint Venture Boxbay ist die SMS Group außerdem im Bereich der Hafenlogistik tätig und durch das Joint Venture Primobius betreibt das Unternehmen Batterie-Recycling.

## Anlagenbau
Das Unternehmen bietet verschiedene Dienstleistungen bezüglich des metallurgischen Anlagenbaus an. Für das Stahlwerk der US-amerikanischen Big River Steel LLC in Osceola (Arkansas) lieferte die SMS Group die Anlagen samt der Elektrik, Automation und Umwelttechnologien. Zwischen der SMS Group und Big River Steel besteht eine langjährige Partnerschaft, innerhalb derer Big River Steel mehrere Stahlproduktionsanlagen erwarb. Für Hybar, ein Unternehmen, das vom Gründer von Big River Steel gegründet wurde, liefert die SMS Group ebenfalls die Technik, insbesondere Schmiede- und Gießtechnik. Für das finnische Unternehmen Outokumpu betreibt die SMS Group eine Pulververdüsungsanlage. Das hergestellte Edelstahlpulver wird für die additive Fertigung von Komponenten für die Luftfahrt-, Automobil-, Öl- und Gas- oder Werkzeugindustrie genutzt.
Die SMS Group ist zudem vermehrt im nachhaltigen Anlagenbau aktiv. Für das schwedische Projekt H2 Green Steel, das weltweit erste Stahlwerk, das auf Basis von Wasserstoff und Strom aus erneuerbaren Energien angetrieben wird, stellt die SMS Group sämtliche Technologien, Ausrüstungen und auch Personal zur Verfügung. Dazu gehören eine Midrex-Direktreduktionsanlage, ein Elektrostahlwerk, eine CSP Nexus-Gieß-Walzanlage sowie ein Kaltwalz- und Bandanlagenkomplex. Thyssenkrupp Steel beauftragte 2023 die SMS Group damit, die erste wasserstoffbetriebene Direktreduktionsanlage am Standort Duisburg zu planen, zu liefern und zu errichten. Dieses Vorhaben ist eines der weltweit größten Dekarbonisierungsprojekte in der Industrie, das eine jährliche Reduzierung von mehr als 3,5 Millionen Tonnen CO2 ermöglichen soll. Der Auftrag hat einen Wert von über 1,8 Milliarden Euro und ist damit der größte Einzelauftrag in der Geschichte der SMS Group.
Auch für das Nachrüsten von bestehenden Anlagen bietet das Unternehmen Dienstleistungen an, wie im Bereich Energiemanagement. Beispielhaft dafür ist das 2023 in Auftrag gegebene Projekt der Elval, bei welchem Produktionsprozesse und das Energiemanagement eines Aluminiumwalzwerks optimiert werden sollen. Dazu gehört unter anderem die Emissionssenkung. Hier nutzt die SMS Group die Viridis Energy and Sustainability Suite, eine Software für die Analyse der Auswirkungen verschiedener Produktionswege, Echtzeit-Überwachung von Verbrauchsabweichungen, automatische Ereignisgenerierung und Datenerfassung.
Im Bereich der Strangpressen konnte die SMS neue Standards etablieren, wie etwa 2016 durch die Herstellung von Stranggussbrammen mit einer Dicke von bis zu 500 mm. 2022 gab der türkische Aluminiumverarbeiter Asas Alüminyum die weltweit größten Strangpresslinien bei der SMS Group in Auftrag. Diese ermöglichen Profilabmessungen mit einer Breite bis zu 900 mm und einer maximalen Höhe von 450 mm.
2023 wurde der Bereich der Automation mit dem Bau eines 5G-Campusnetzes in Hilchenbach ausgebaut, durch welches Automatisierungssysteme getestet werden, mit dem Ziel, die Sicherheit der Systeme zu erhöhen und die Produktion flexibler und emissionsärmer zu gestalten.

## Forschung und Entwicklung
Im Jahr 2023 investierte die SMS Group insgesamt 151 Millionen Euro sowohl in die Weiterentwicklung und Verbesserung ihrer Produkte, als auch in die Entwicklung neuer Produkte und Technologien. 2021 wurde an der Universität Luxemburg der Lehrstuhl Paul Wurth Chair in Energy Process Engineering an der Fakultät für Naturwissenschaften, Technologie und Medizin (FSTM) der Universität im Bereich für Ingenieurwissenschaften gegründet. Paul Wurth ist ein Unternehmen der SMS Group mit Sitz in Luxemburg.
Ein Forschungsbereich ist die Digitalisierung der industriellen Wertschöpfungskette. So entstand beispielsweise für Big River Steel das erste lernende Stahlwerk. Weiterhin entwickelte die SMS Group für den Bereich der additiven Fertigung Sprühköpfe, die zum Kühlen der Gesenke in Schmiedepressen eingesetzt werden.
Ein weiterer Forschungsbereich ist die Entwicklung von ressourcen- und umweltschonenden Verfahren und Prozessen. Unter anderem ist die SMS Group dort durch Investitionen in das Industriekonsortium Norsk e-Fuel und die Firma Synhelion aktiv. Norsk e-Fuel produziert nachhaltige Kraftstoffe auf Basis von CO2 und Wasser für die Luftfahrt. Synhelion baute eine Produktionsanlage für solare Treibstoffe.

## Auszeichnungen (Auswahl)
- 2019: German Design Award in der Kategorie Industry für den Sprühkopf zur Kühlung der Gesenke in Schmiedepressen[38]
- 2021: Landespreis Wirtschaft im Wandel, verliehen durch das nordrhein-westfälische Wirtschaftsministerium[18]
- 2022: Deutscher Logistik-Preis für die automatisierten Hochregallager von Boxbay[42]